# Paradise Valley (Nevada)
Pour les articles homonymes, voir Paradise Valley.
Paradise Valley est une census-designated place (CDP) située dans le comté de Humboldt, dans l’État du Nevada, aux États-Unis. D'après le recensement de 2020, sa population est de 71 habitants.